# NGC 573
NGC 573 is een spiraalvormig sterrenstelsel in het sterrenbeeld Andromeda. Het hemelobject werd op 21 oktober 1881 ontdekt door de Franse astronoom Édouard Jean-Marie Stephan.

## Synoniemen
- PGC 5638
- UGC 1078
- ZWG 537.10
- IRAS01278+4100